# Risoluzione 660 del Consiglio di sicurezza delle Nazioni Unite
La Risoluzione 660 del Consiglio di Sicurezza dell'ONU, adottata il 2 agosto 1990 a seguito dell'invasione del Kuwait da parte dell'Iraq, portò la condanna del Consiglio a questa, con la richiesta di ritiro da parte dell'Iraq alle posizioni in cui era nel 1º agosto 1990, senza che questo potesse presentare condizioni.
Lo Yemen richiese ad Iraq e Kuwait di intraprendere immediatamente negoziati per risolvere le loro questioni, ringraziando la Lega Araba per i suoi sforzi. Il dialogo fra le due parti si era interrotto il giorno precedente a Jeddah, in Arabia Saudita. Il Consiglio decise che si sarebbe tenuta nuova consulta per garantire conformità con la corrente risoluzione.
La risoluzione venne adottata per quattordici voti, con nessuno contrario, con l'astensione proprio dello Yemen. Questa fu la prima delle dodici risoluzioni che si intrapresero nel 1990 circa il conflitto.